# Lights Out (álbum de Graveyard)
Lights Out es el tercer álbum de estudio de la banda sueca de hard rock Graveyard.  Fue lanzado el 26 de octubre de 2012.

## Listado de pistas[4]
1. "An Industry of Murder" (4:02)
2. "Slow Motion Countdown" (5:35)
3. "Seven Seven" (2:33)
4. "The Suits, the Law & the Uniforms" (4:50)
5. "Endless Night" (2:46)
6. "Hard Times Lovin'" (4:27)
7. "Goliath" (2:49)
8. "Fool in the End" (3:31)
9. "20/20" (Tunner Vision) (5:00)